# Kraftwerk Öpfingen
Das Kraftwerk Öpfingen ist ein Ausleitungskraftwerk der Stadtwerke Ulm/Neu-Ulm an der Donau bei Öpfingen im Alb-Donau-Kreis in Baden-Württemberg.

## Technik
Das für den Schwellbetrieb konzipierte Kraftwerk wird mit Wasser aus dem Öpfinger Stausee betrieben, hat eine Nennleistung von drei Megawatt und ein Regelarbeitsvermögen von 13,5 Millionen kWh im Jahr. Die drei gleich aufgebauten Turbinen/Generatorsätze bestehen aus Kaplanturbine und Asynchrongenerator. Der Ausbaudurchfluss beträgt 74 
m3/h bei einer mittleren Fallhöhe von 5,5 Meter.

### Stausee
Der 500.000 m3 Volumen fassende Stausee nördlich der Donau wird über einen in Öpfingen nach links abzweigenden etwa eineinhalb Kilometer langen Kanal gespeist. Das Wehr in Öpfingen, direkt an der Donaubrücke, besteht aus fünf Feldern. Das Kraftwerk liegt am östlichen Ende des Stausees. Von dort führt ein weiterer etwa 500 Meter langer Kanal das Wasser zurück in die Donau.

## Geschichte
1903 kaufte die Stadt Ulm ein Donauwehr samt Mühle bei Öpfingen. Der Bau des Donaukanals und des Kraftwerks begann 1922. Am 24. März 1923 ging das Kraftwerk in Betrieb und wurde im Jahr 1982 erneuert. Das aus Stahl erbaute Wehr der Gründungszeit aus wurde 2001 durch einen Neubau ersetzt.

## Weblinks

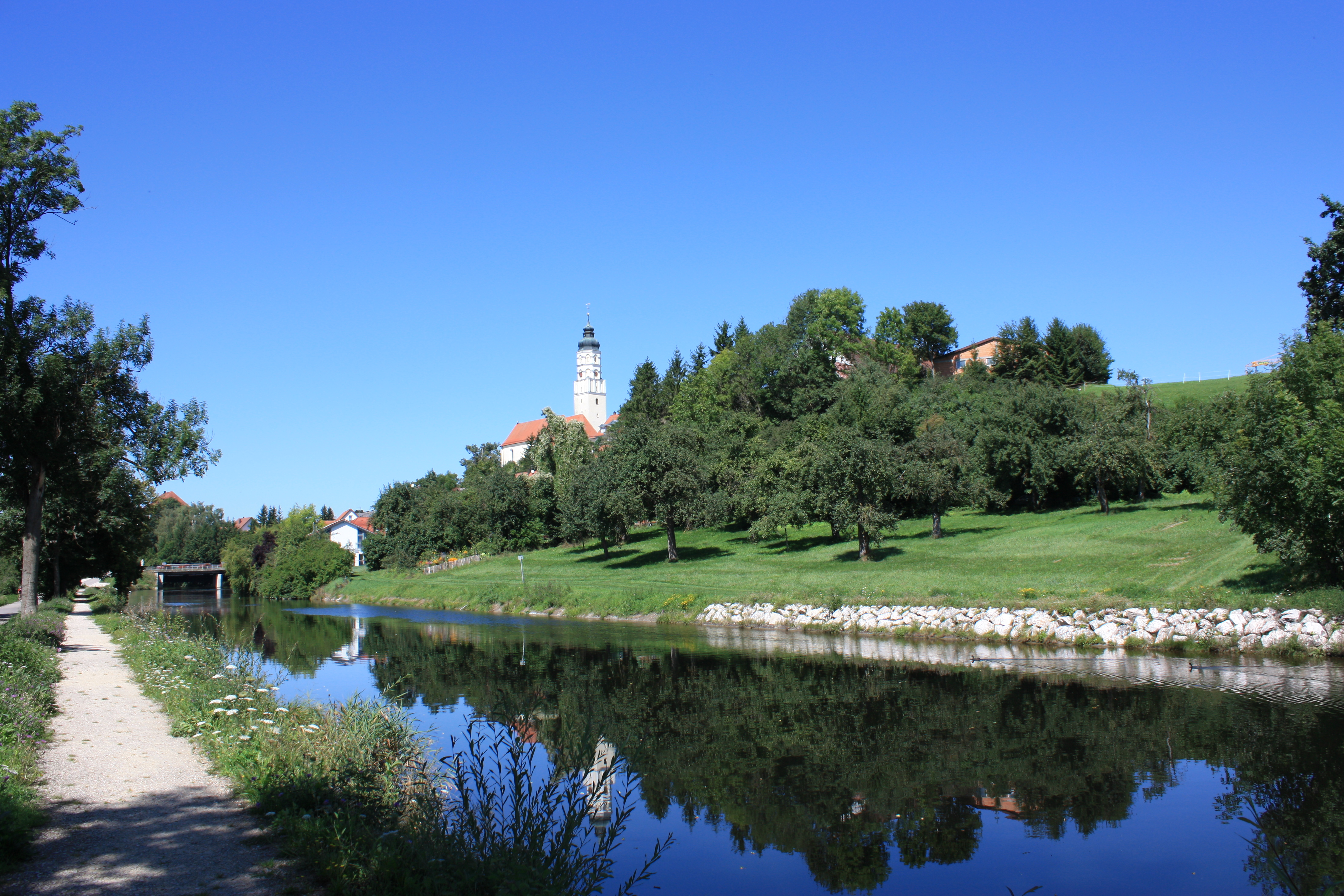
Donauhauptkanal in Öpfingen
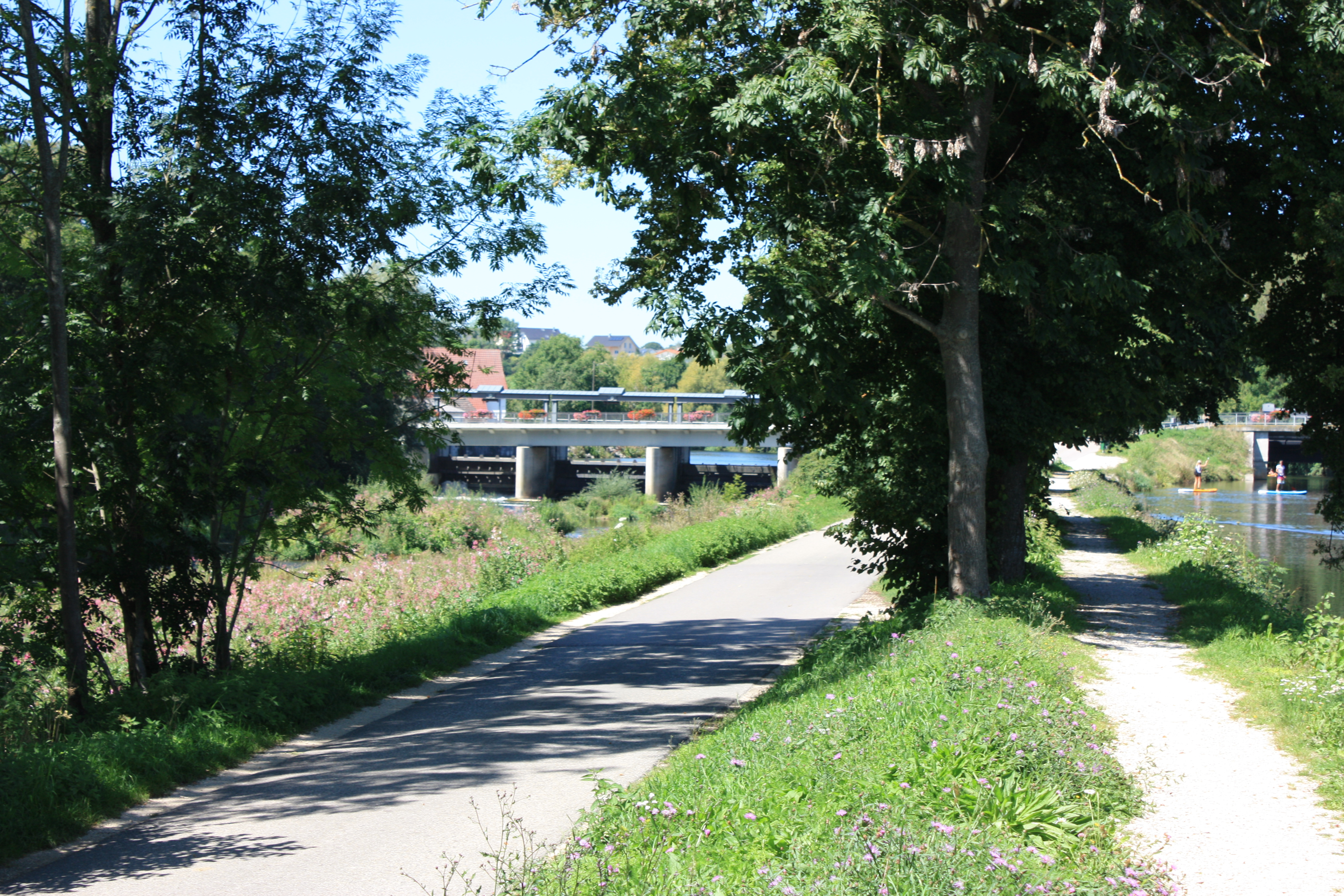
Stauwehr des Entlastungskanals
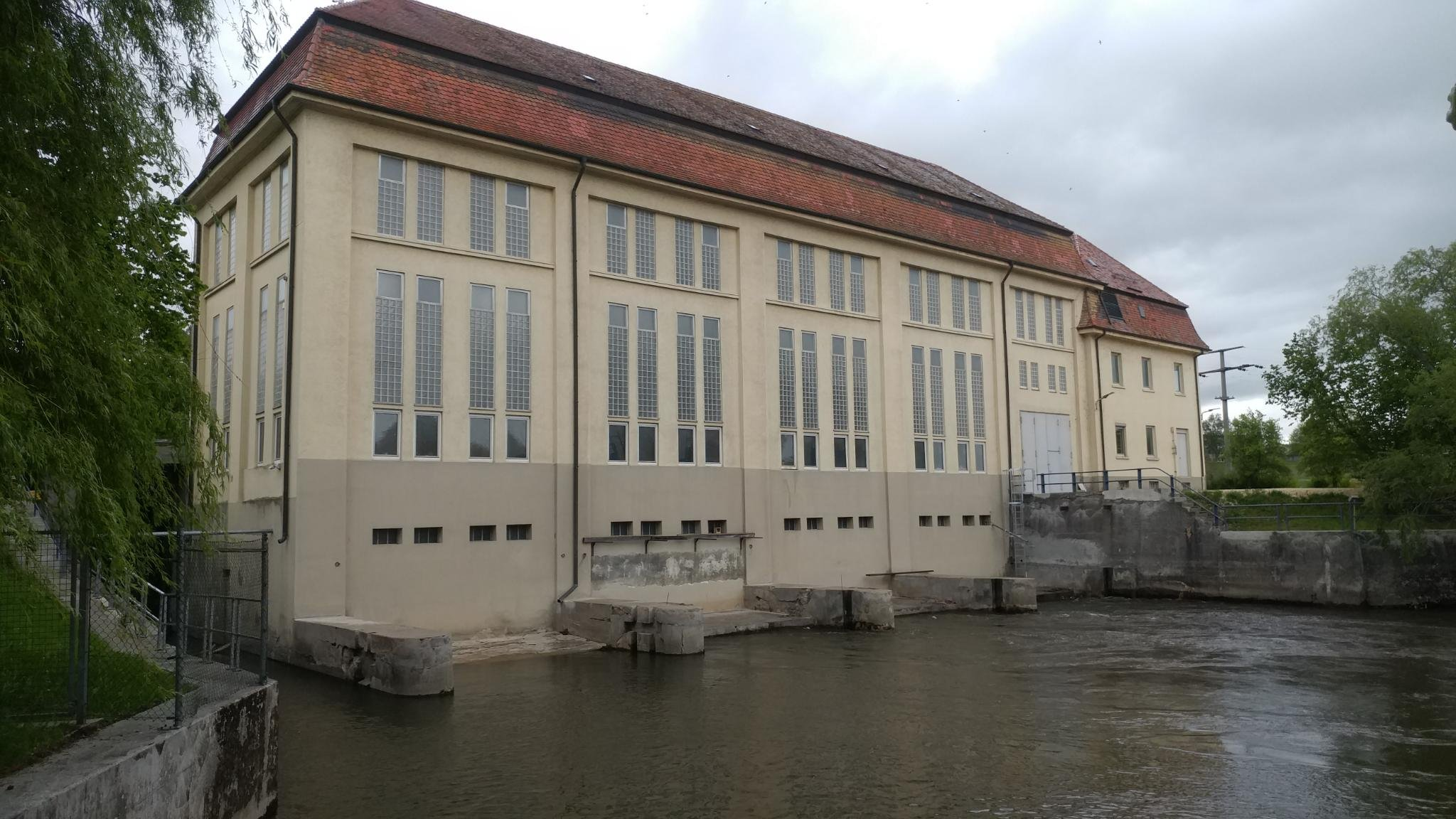
Kraftwerksgebäude von der Unterwasserseite